# تورو كاواشيما
تورو كاواشيما (باليابانية: 川島 透) (4 يونيو 1970 في أوساكا في اليابان – 19 يناير 2024)؛ هو لاعب كرة قدم ياباني سابق كان يلعب كحارس مرمى.

## وصلات خارجية
- تورو كاواشيما على موقع رابطة كرة القدم اليابانية للمحترفين (اليابانية)
- تورو كاواشيما على موقع قاعدة بيانات كرة القدم.إي يو (الإنجليزية)
- تورو كاواشيما على موقع عالم كرة القدم.نت (الإنجليزية)